# Reynaldo Rosales
Reynaldo Rosales (Paducah, Kentucky, 25 de Julho de 1978) é um ator estadunidense.

## Filmografia

### Televisão
- 2007 Medium como Sr. Wallaby
- 2006 House MD
- 2006 The 4400 como Josh Sandler
- 2006 Close to Home como Craig Schrader
- 2005 Inconceivable como Angel Hernandez
- 2005 The Closer como Brett Harlan
- 2005 Numb3rs como Darryl Gerth
- 2004 Law & Order: Special Victims Unit como Sean Webster
- 2002 Law & Order como Kevin Seleeby
- 2002 Smallville como Tyler Randall
- 2001 Charmed como Finn
- 2001 CSI: Crime Scene Investigation como Justin Green

### Cinema
- 2007 House como Jack
- 2004 She Hate Me como Jimmy